# 列卡度·蒙度利禾
列卡度·蒙度利禾 （義大利語：Riccardo Montolivo，發音：[rikˈkardo montoˈliːvo]；1985年1月18日—）已退役足球員，是一名意大利运动員，司職中場，可胜任攻击中场或者中前卫。.蒙度利禾出道后被視為的中場新星，擁有出色的技術、良好的閱讀球賽能力和創造力，因此亦得到外界對他寄予厚望。此外，蒙度利禾在球場上的作用，贏得「新皮尔洛」的稱號。他曾获选意甲最佳青年球员。

## 球會生涯

### 亞特蘭大
蒙度利禾出身於意大利小型球會亞特蘭大，於2003-04賽季升上一隊，時剛好18歲。蒙度利禾的第一個賽季表現不俗，成功獲得重用，上陣41場比賽入4球，協助亞特蘭大取得升班資格。升上意甲後首一季，蒙度利禾上陣了32場比賽入3球。儘管他表現出色，亞特蘭大在升上意甲僅一季便要降回乙組。
雖然如此，蒙度利禾卻得到其他意甲球會垂青。2005年夏天，意甲的費倫天拿向亞特蘭大提出收購，先購入蒙度利禾一半擁有權，到2006年再購入餘下的一半所有權。

### 佛罗伦萨
然而，在佛罗伦萨首個球季蒙度利禾並不如意，由於經驗尚淺，教練普蘭德利並沒有給他很多上陣機會，但在有限的上陣機會中，柏蘭迪利卻安排他出任左中場甚至翼鋒，令他未能出任其最擅長的位置。
及至2006-07年球季，蒙度利禾漸受重用，上陣機會大增，在佛罗伦萨因意甲醜聞而被扣聯賽分數的情況下，仍能憑著穩定的演出，取得聯賽第6名。現時他已在球會站穩正選，成功打入普蘭德利的主力陣容中，在之後一季更取得聯賽第4，成功協助佛罗伦萨晉身下季歐聯。

### AC米兰
2012年5月17日，AC米兰正式宣布蒙度利禾加盟，其签署了一份为期4年的合约。
2012年11月25日，AC米蘭對上尤文圖斯，蒙度利禾配戴隊長袖標上場；他在加盟米蘭三個月的短暫時間內，代理傷病不能出賽的安布羅西尼為場上隊長。
2012年12月27日，義大利媒體《全市场》評選蒙度利禾為意甲2012-2013賽季「最超值新援」第二名。

## 國家隊
自2004年起，蒙度利禾已被卡沙拉基召入意大利U21国家足球队，自此他被廣泛認為意大利是最有前途的新星，更有人說他將會是「新托蒂」。
2006年10月10日，蒙度利禾攻入致勝一球，協助意大利U21队擊敗西班牙U21队，取得2007年欧洲U-21足球锦标赛的資格。他也有在這項賽事的比賽中上陣。
2007年10月，蒙度利禾首次得到意大利國家隊的徵召，並在17日意大利對南非的友谊賽中上陣。蒙托利沃也參加了2008年的北京奧運和2009年的聯合會杯。
2008年北京奧運，義大利對上南韓隊，蒙托利沃攻進一球得分。
2010年他隨隊出征南非世界盃，但意大利隊最為衛冕冠軍在分組賽即鎩羽而歸。
2012年他再次入圍國家隊隨隊出征2012年歐洲杯，在多場比賽中表現出優異的組織能力與遠射水準，與隊友中場大師皮爾洛共同構築了意大利隊的中軸線，並在半決賽對陣德國隊的比賽中用一記精准的長傳助攻隊友巴洛特利得分。

## 个人家庭
蒙托利沃是德意混血儿，父亲是意大利人，母亲则是德国人，因此他本人也拥有两个国家的护照。蒙托利沃的母亲生长于德国北部的基尔，而他的外祖父母则是来自于石勒苏益格-荷尔斯泰因，蒙托利沃能说流利的德语。他也是名无神论者。